# ماركو أنطونيو غوتيريز روميرو
ماركو أنطونيو غوتيريز روميرو (بالإسبانية: Marco Antonio Gutiérrez Romero)‏ هو سياسي مكسيكي، ولد في 30 أغسطس 1955. نشط حزبياً في الحزب الثوري المؤسساتي. وقد انتخب عضو مجلس النواب المكسيك.